# Serment de fiancés

Serment de fiancés est un film muet français réalisé par Louis Feuillade, sorti en 1908 tourné dans la Cité de Carcassonne.

## Fiche technique
- Réalisation : Louis Feuillade
- Durée : 7 minutes